# جولیا مک‌کنزی
جولیا مک‌کنزی (انگلیسی: Julia McKenzie؛ زادهٔ ۱۷ فوریهٔ ۱۹۴۱) یک هنرپیشه، کارگردان و خواننده اهل بریتانیا است. وی از سال ۱۹۶۶ میلادی تاکنون مشغول فعالیت بوده‌است.
از فیلم‌ها یا برنامه‌های تلویزیونی که وی در آن نقش داشته است می‌توان به آگاتا کریستی مارپل (در نقش خانم مارپل)، بلات در چشم‌انداز، شرلی ولنتاین و چیزهای روشن جوان اشاره کرد.